# 7484 Доґо Онсен
7484 Доґо Онсен  (7484 Dogo Onsen) — астероїд головного поясу, відкритий 30 листопада 1994 року.
Тіссеранів параметр щодо Юпітера — 3,512.